# Münchener SA
Die Münchener SA war die Münchener Gliederung der Sturmabteilung (SA), dem Straßenkampfverband der NSDAP. Nach der Aufstellung von ersten Saalschutzformationen der Partei als „Ordnungsdienst“ im Jahr 1920 bestand die Münchener SA formal von ihrer Aufstellung im Herbst 1921 bis zu ihrem Verbot durch die bayerische Regierung am 9. November 1923 und erneut von ihrer Neugründung im März 1925 bis zum Verbot der SA durch das Kontrollratsgesetz Nr. 2 des Alliierten Kontrollrates vom 10. Oktober 1945. Faktisch hatte die Münchener SA bereits im April 1945 aufgehört zu existieren.

## Geschichte

### Aufbau 1920
Im Sommer 1920 entschied die NSDAP sich erstmals Ordner einzusetzen. Diese Ordner übernahmen die Aufgabe, bei öffentlichen Versammlungen bereitzustehen, um die Redner der Partei als Saalschutz vor Übergriffen von politisch Andersdenkenden, wie sie im München der Jahre nach dem Ersten Weltkrieg häufig vorkamen, zu schützen sowie Personen, die die Versammlungen durch Zwischenrufe oder auf andere Weise (Werfen mit Bierkrügen etc.) störten gewaltsam auszuschaffen.
Im November 1920 formalisierte die NSDAP ihren Ordnerdienst, indem sie sogenannte „Turn- und Sportabteilungen“ gründete, in denen sich kampferprobte Parteimitglieder sammelten, um fortan der Partei als Saalschutz zur Verfügung zu stehen. Im November wurden diese „Turn- und Sportabteilungen“ dann in „Sturmabteilungen“ umbenannt. Bald bürgerte es sich ein die diversen Formationen singularisch als „Sturmabteilung“ zu einer einzigen Organisation zusammenzufassen und ab 1922 ist das Kürzel „S.A.“ („S.A. der N.S.D.A.P.“) als Kurzbezeichnung des Verbandes nachweisbar.
Infolge der im Herbst 1921 von der Reichsregierung angeordneten Auflösung der Freikorps traten zahlreiche paramilitärische Aktivisten aus den Reihen der aufgelösten Freikorps ab 1922 in die Münchener SA ein. Die meisten unter ihnen sahen in der bedeutend angewachsenen Münchener SA ein Vehikel, ihre bisherige Betätigung im Rahmen der SA unter einem neuen „Firmenschild“ (aber in der Sache im Wesentlichen wie in den Freikorps) fortzusetzen. So wurde die Münchener SA in ihrem Charakter, Auftreten und in ihrer inneren Organisation im Jahre 1922 dramatisch militarisiert und entwickelte sich bis zum Herbst 1922 ihrerseits zu einem Wehrverband, neben ihrer ursprünglichen Aufgabe als Saalschutztruppe für Versammlungen, Kundgebungen usw. der NSDAP. Im Laufe des Jahres 1922 wurde mit der Aufstellung  geschlossen auftretender „Hundertschaften“ innerhalb der Münchener SA begonnen, bis zum Jahresende 1922 bestanden insgesamt 20 solcher Hundertschaften.
Seitdem häuften sich auch gewaltsame Ausschreitungen der Münchener SA, d. h. anstatt lediglicher „Störer“ bei Veranstaltungen der NSDAP anzugehen, suchte die Münchener SA seit diesem Jahr auch in signifikantem Ausmaß politisch Gegner auf und griff diese tätlich an: So wurden 1922 und 1923 häufig Umzüge von Gewerkschaften, linken Parteien und linken Jugendverbänden von SA-Gruppen überfallen, wobei es vielfach zu tätlichen Misshandlungen und Verletzungen der Opfer kam. Auch antisemitische Ausschreitungen der Münchener SA sind im Jahr 1922 erstmals nachweisbar: So der Überfall auf das von einer jüdischen Familie betriebene Café im Pavillon des Deutschen Theaters am 16. Dezember 1922. Selbst Hitler selbst beteiligte sich zu dieser Zeit gelegentlich an gewaltsamen Angriffen auf politische Gegner und Konkurrenten: Für seine Mitwirkung an der Sprengung einer Versammlung des Bayernbundes unter Vorsitz des Bayernbundführers Otto Ballerstedt wurde Hitler in diesem Jahr zu einer dreimonatigen Haftstrafe verurteilt, von der er einen Monat verbüßte.
Die Tendenz zur Militarisierung der Münchener SA setzte sich im Laufe des Jahres 1923 fort: In diesem Jahr wurden jeweils mehrere Hundertschaften zu „SA-Bataillonen“ zusammengefasst und die Hundertschaften aufgelöst: Die SA-Bataillone umfassten stattdessen jeweils vier Kompanien, in denen die früheren Hundertschaften aufgegangen waren. Im Juli 1923 wurde schließlich ein eigenes Münchener SA-Regiment aufgestellt, dem das Kommando über die drei SA-Bataillone übertragen wurde. Zum Befehlshaber des Münchener SA-Regiments wurde der ehemalige Weltkriegsoffizier Wilhelm Brückner ernannt. Brückner – und damit die Münchener SA – waren direkt dem ebenfalls in München angesiedelten Oberkommando der SA unterstellt. Kommandeur der gesamten SA war zu diesem Zeitpunkt Hermann Göring. Im Sommer 1923 wurde zudem der Stoßtrupp Adolf Hitler als eine besonders schlagkräftige Sonderformation der Münchener SA aufgestellt, die mit dem persönlichen Schutz von Hitler als Parteichef der NSDAP und mit der Erledigung von Spezialaufträgen betraut war. Der Stoßtrupp bildete die Keimzelle der späteren Schutzstaffel (SS).

### Hitler-Putsch
Am 8. und 9. November 1923 war die Münchener SA, unterstützt von den Organisationen Bund Oberland und Reichskriegsflagge sowie einzelnen SA-Formationen aus bayerischen Provinzgebieten, der Hauptträger des gescheiterten Hitler-Putsches. Angehörige des Münchener SA-Regiments besetzten in der Nacht vom 8. zum 9. November 1923 den Münchener Bürgerbräukeller, die Münchener Infanterieschule und das Münchener Wehrkreiskommando sowie die Redaktion und Druckerei der sozialdemokratischen Zeitung Münchener Post, die systematisch verwüstet wurden. Zudem verhafteten sie den Münchener Oberbürgermeister und mehrere Stadträte und veranstalteten sie Überfälle auf gegnerische Politiker wie den Münchener SPD-Vorsitzenden Auer. Zum Teil wurden diese Personen misshandelt, einige wurden mehrere Stunden lang in Geiselhaft gehalten und mit Erschießung bedroht. In einer eigenmächtigen Aktion des Kommandeurs des 2. Münchener SA-Bataillons überfielen Angehörige dieser Formation auf dem Weg zu der dieser Einheit übertragenen Besetzung der Infanterieschule auch das Hotel Vier Jahreszeiten: Mehrere französische und belgische Offiziere, die der Entente-Kommission angehörten, die in München darüber wachte, dass das Deutsche Reich die ihm durch den Vertrag von Versailles auferlegten Abrüstungsbestimmungen einhielt, wurden auf Befehl von Heines in ihren Zimmern unter Hausarrest gestellt, wobei SA-Männer als Bewacher vor den Zimmern Posten bezogen. Die Führung der Putschisten widerrief diese Maßnahme Heines’, nachdem sie von ihr erfuhr, sofort, ließ die Posten abziehen und entschuldigte sich bei den Entente-Offizieren.
Am Vormittag des 9. November 1923 wurden auch die Münchener Isar-Brücken von Kommandos der Münchener SA besetzt, wobei diese den Befehl erhielten Passanten zu erlauben, die Brücken zu überqueren, Polizei und Militär hingegen unter Anwendung von Waffengewalt abzuwehren.
Ein großer Teil der Teilnehmer des Demonstrationszuges vom Bürgerbräukeller zur Feldherrenhalle, den die Putschisten am Mittag des 9. November 1923 veranstalteten und durch den die Putschisten hofften die Münchener Bevölkerung und die bayerischen Exekutivkräfte auf ihre Seite zu ziehen, waren ebenfalls Angehörige der Münchener SA. Der Zug wurde am Odeonsplatz gewaltsam durch die Landespolizei aufgelöst, wobei vierzehn Putschisten, darunter mehrere Angehörige der Münchener SA im Schusswechsel der Putschisten mit der Polizei zu Tode kamen.
Durch Anordnung des bayerischen Generalstaatskommissars Gustav von Kahr vom 9. November 1923 wurde die gesamte SA, und damit auch die Münchener SA, als Nebenorganisation der NSDAP zusammen mit der NSDAP mit sofortiger Wirkung für aufgelöst erklärt.

### Neugründung 1925
Anlässlich der Neugründung der NSDAP im Frühjahr 1925 wurde auch die Münchener SA neu aufgestellt. Während die SA der Jahre 1921 bis 1923 noch graue Windjacken getragen hatte, wurde anlässlich der Neuaufstellung der SA das Braunhemd als neue Uniformkleidung eingeführt: Der ehemalige Freikorpsführer Gerhard Roßbach hatte 1921 einen größeren Bestand von khaki-farbenen Uniformen der aufgelösten ehemaligen Schutztruppen für die deutschen Kolonien in Südostafrika vom Militär – das für diese Uniformen nach dem Verlust der deutschen Kolonien am Ende des Ersten Weltkriegs keine Verwendung mehr hatte, weshalb es diese, um die für seine Zwecke nutzlosen Kleidungsbestände schnell loszuwerden, preisgünstig verkaufte – erworben und allmählich in den von ihm geführten Organisationen als Verbandskleidung eingeführt. Insbesondere trug die im Frühjahr 1924 von Roßbach in Salzburg aufgestellte Schilljugend die ehemaligen Kolonialuniformen, die nach dem früheren Befehlshaber der deutschen Schutztruppen in Südostafrika auch als Lettow-Hemden bekannt waren. Anlässlich einer Konferenz von Roßbach, Ernst Röhm und Hermann Göring in Salzburg im Mai 1924 hatten die drei sich geeinigt, die von Roßbach für seine Organisation verwendeten ehemaligen Tropenuniformen im Falle einer Neuaufstellung der SA als neue Standarduniform für die SA zu verwenden. Mit der Verbreitung der neuen Uniformen wurde Roßbachs Freund Edmund Heines beauftragt, der in seiner Wohnung in der Schellingstraße unter dem Namen „Sportversand Schill“ seit dem Frühjahr 1925 einen Laden betrieb, der zunächst ein exklusives Verkaufsrecht auf die neuen Braunhemden hielt: Heines kleidete durch seinen Sportversand zunächst die Münchener SA mit dem neuen Braunhemd ein und nachdem die neue Kleidung sich in München als Standard-SA-Kleidung im Laufe des Jahres 1925 durchgesetzt hatte, gingen zügig auch die SA-Formationen im restlichen Bayern und dann im ganzen Reichsgebiet dazu über das braune Hemd der Münchener SA als ihre Uniformkleidung zu tragen. Die braunen Kolonialhemden wurden dabei üblicherweise in Kombination mit Breeches und Segeltuchmützen getragen. Nachdem Heines’ Sportversand im September 1926 bankrott machte, übernahm eine von Adolf Rottenburger und Erhard Heiden betriebene Reichszeugmeisterei die Einkleidung der SA-Leute.

### Münchener SA-Revolte 1927
Nachdem die Münchener SA bei ihrer Neugründung zunächst einen raschen Stärkenzuwachs erfahren hatte stagnierte sie ab 1926 merklich. Die wachsende Unzufriedenheit vieler SA-Leute gipfelte schließlich in einer großen Revolte der Münchener SA gegen die politische Führung der NSDAP und insbesondere gegen den Münchener SA-Kommandeur Seidenschwang: Haupttriebfeder war, neben der frustrierenden Stagnation die die Organisation in ihrer Entwicklung durchlief, vor allem die Ablehnung des politischen Kurses den die Parteiführung der NSDAP und das Oberkommando der SA unter Franz Pfeffer von Salomon verfolgten. Dieser kreiste um die 1925 von Hitler ausgegebene Doktrin der unbedingten Legalität als der seines Erachtens nach vielversprechendsten Strategie zur Erlangung der staatlichen Macht. Vielen SA-Männern erschien diese Konzeption aufgrund ihres Selbstverständnisses als Revolutionäre als „lasch“ und „rückgratlos“, so dass sie lautstark forderten, von der Legalität abzurücken, um stattdessen einen „aktivistischen“ Kurs als Mittel des politischen Kampfes zu verfolgen, was in letzter Konsequenz bedeutete, auf einen erneuten gewaltsamen Putsch zuzusteuern. Dies lehnte aber Hitler aufgrund der Lehren, die er aus dem gescheiterten Putsch von 1923 gezogen hatte, strikt ab. Haupträdelsführer der Münchener SA-Revolte waren Edmund Heines und Hanns Rauscher als Kommandeure zweier der schlagkräftigsten Münchener SA-Stürme. Diese lieferten sich im Frühjahr einen Machtkampf mit dem auf der Legalitätslinie stehenden Münchener SA-Kommandeur Seidenschwang und warfen selbst Hitler öffentlich vor, dass er von Bonzen und „Bremsern“ umgeben sei. Das Gros der Münchener SA-Leute stand in diesem Konflikt hinter Heines und Rauscher und gegen Seidenschwang. Nachdem bei zwei von Hitler angesetzten Generalappellen der Münchener SA im Mai 1927, mit denen der Parteichef die Disziplin und Gefolgschaft der Männer wieder herstellen wollte, mehr als ein Drittel der Münchener SA-Mitglieder jeweils provokativ und ostentativ trotz der Androhung, dass jeder nicht-erscheinende SA-Angehörige aus NSDAP und SA ausgeschlossen werden würde, nicht erschienen, griffen Hitler und die Parteiführung durch: Nachdem Heines in einer melodramatischen Geste formal bereits im Mai aus der SA ausgetreten war, wurde er am 30. Mai 1927 auf Anordnung Hitlers vom Untersuchungs- und Schlichtungsausschuss beim Parteigericht der NSDAP aus der NSDAP ausgeschlossen. In den ersten Junitagen wurden dann im Zuge einer einschneidenden Säuberungswelle knapp ein Drittel der Münchener SA-Männer sowie mehrere Angehörige der Münchener NS-Studentenschaft aus der Partei und aus der SA ausgeschlossen.
Die Folge des dramatischen personellen Aderlasses, den die Münchener SA durch die Säuberungsaktion vom Juni 1927 erlebte, sowie der Demoralisierung, die in der Organisation anschließend um sich griff, war, dass die SA in München bis Ende 1928 als politisches Werkzeug in einen Zustand fast völliger Unbrauchbarkeit verfiel. Unbeschadet dessen verübten einzelne SA-Leute dennoch auch während dieser Phase der Lähmung der Münchener SA als Organisation erhebliche Gewalttaten gegen Personen und Objekte. So verübten die SA-Männer Karl Ostberg und Heinrich Trambauer zum Beispiel in dieser Zeit einen Anschlag auf die Münchener Synagoge in der Herzog-Max-Straße.

### Konsolidierungab 1928
Der seit Januar 1928 als Führer der Münchener SA fungierende Hans Zöberlein machte im Laufe des Jahres wieder einen schlagfertigen Verband aus der Münchener SA. Ende 1928 hatte sie zunächst mit rund 300 Mann wieder die Personalstärke der Zeit vor der Revolte vom Frühjahr 1927 erreicht, die sich bis zum Oktober 1930 auf 600 Mann verdoppelte und in der Folge im Einklang mit dem allgemeinen Aufstieg der NS-Bewegung auf über 1600 Mann im März 1931 und 2677 Mann im Dezember 1931 anstieg. Bei einem Generalappell der gesamten SA und SS von München am 15. September 1932 kamen 5.600 SA- und SS-Leute im Zirkus Krone zusammen. Trotz des Anspruches der Nationalsozialisten, dass München die „Hauptstadt der Bewegung“ sei, blieb die SA in München zahlenmäßig stets hinter den Wünschen der Parteiführung zurück: Im Januar 1929 stand München an 20. Stelle und im Januar und April 1930 an 14. Stelle in der Liste der mitgliedsstärksten städtischen SA-Verbände. Einflussreich und mit anschließender Karriere war spätestens ab 1931 der damalige Adjutant der Münchener SA-Standarte I, Josef Malzer. Er war hauptberuflich im Dienstrang eines Standartenführers (Oberst) für die SA tätig und wurde 1932 Stabsleiter des Gausturms München-Oberbayern, der Vorgängerorganisation der SA-Gruppe (Division) Hochland.

### Nach 1932
Im Frühjahr 1931 wurde die Münchener SA mit dem gesamten Raum Oberbayern zur SA-Untergruppe München-Oberbayern zusammengelegt. Innerhalb der Untergruppe stellte die Münchener SA knapp 60 % der Mitglieder. Innerhalb der übergeordneten SA-Gruppe Süd (vormals OSAF-Süd) stellte die Münchener SA knapp ein Fünftel der Mitglieder. Übergeordneter Führer war zu diesem Zeitpunkt der spätere Münchner Polizeipräsident August Schneidhuber. Er, weitere SA-Führer und SS-Führer aus München und Bayern waren schon vor 1933 im Deutschen Reichstag oder für diesen vorgeschlagen. Schneidhuber wurde Ende Juni 1934 im Rahmen der „Röhm-Affäre“ erschossen.

### 1933
Die SA-Gruppe (Division) Hochland und damit die Münchener SA wuchs von 1929 an stetig. Von 4522 SA-Mitgliedern Ende 1930 im genannten Befehlsbereich, über 8766 im November 1931 erreichte die Entwicklung 1932 im Sommer eine Zahl von 20044. Der Leitung befand sich in München, Führer blieb bis Februar 1933 Karl Friedrich Freiherr von Eberstein, Duzfreund vom damals völlig unbekannten Reinhard Heydrich. Anschließend ging Eberstein wieder zur SS. Die SA bildete weiteren Nebeneinheiten heraus, wie die Reiter SA, Motor SA und die Flieger SA, welche wenig später in eigenständige Verbände, u. a. des NSKK aufgingen. Der erste Motorsturm wurde schon 1930 gebildet und führte den Namen „München-Oberbayern.“ Unerforscht bleibt des Weiteren die bereits 1931 unter Hanns Bunge in München gebildete SA Leib-Standarte. SA-Führer mit mehreren Dienststellungen, auch in der NSDAP, sowie dem Wohnsitz München, unterstanden wie Heinrich Kersken der Gruppe Hochland, sie hatten keine Funktion in der Münchener SA. Dies trifft auch für den Brigadeführer des Bereiches Oberbayern, Josef Malzer, zu. Das Gros der Unterführer der SA in München stammte aus den Freikorps.

### 1938
Der aus der Münchener SA hervorgegangene Stoßtrupp Adolf Hitler zerstörte bei den Novemberpogromen 1938 die Alte Synagoge Ohel Jakob in der heutigen Herzog-Rudolf-Straße durch Brandstiftung.

## Gliederung und Organisatorischer Aufbau
Aufbau der Münchener SA 1922 bis 1923:
- 1. Hundertschaft
  - Führer: Leutnant Karl Beggel[10]
- 2. Hundertschaft
  - Führer: Leutnant Josef Lidl[11]
  - Stellvertretender Führer: Wilhelm Ludowici[12]
- 3. Hundertschaft
  - Führer: Wilhelm Lehmke
  - später. Oskar Mührlein[13]
  - später in die 10. Kompanie des Münchener SA-Regiments umgewandelt
- 4. Hundertschaft
  - Führer (seit September 1922): Hubert Hochgrassl[14]
- 6. SA-Hundertschaft
  - Führer: Feldwebel Vogt[15]
- 9. Hundertschaft
  - Führer: Hans Zöberlein[16][17]
  - Führer: Ernst von Westernhagen[18][19]
- 11. SA-Hundertschaft
  - Führer: Rudolf Heß
- 13. Hundertschaft
  - Führer: Steiger[20]
- ?. Hundertschaft
  - Führer: Hans Zöberlein
- 17. SA-Hundertschaft
  - Führer: Joseph Berchtold
  - ab 17. April 1923: Adolf Rottenberger[21]
- 20. SA-Hundertschaft („Roßbachgruppe“)[22]
  - Führer: Edmund Heines
- 25. Hundertschaft
  - Führer: Franz Xaver Hirschboldt[23]

Aufbau der Münchener SA 1923
- Münchener SA-Regiment
  -     - Führer: Wilhelm Brückner

  - 1. Bataillon der Münchener SA:
    - Führer von der Aufstellung bis November 1923: Karl Beggel

  - 2. Bataillon der Münchener SA:
    - Führer von der Aufstellung bis Juli 1923: Joseph Berchtold (seither Führer des Stoßtrupps Adolf Hitler)
    - Führer Juli bis November 1923: Edmund Heines

  - 3. Bataillon der Münchener SA
    - Führer von der Aufstellung bis ?: Rudolf Heß
    - Führer von ? bis November 1923: Hans Knauth

Aufbau der Münchener SA ab 10. Dezember 1926:
- Sturm I
  - umfasste die Sektionen: Schwabingen, Neuhausen, Nymphenburg
  - Führer:
    - Ab Dezember 1926: Hans Rauscher
    - Mai/Juni 1927: Richard Büchner
    - Ab Juli 1927: Julius Höhl
- Sturm II
  - umfasste Sektionen Haidhausen, Au-Giesing, Westend und Innere Stadt
  - Führer:
    - Dezember 1926 bis ?: Zöberlein
- Sturm III (Anfang 1927 in Sturm IX umbenannt)
  - umfasste Sektionen Süd, Passing und die Radfahrabteilung der Münchener SA
    - Führer:
    - Dezember 1926 bis Mai 1927: Edmund Heines

## Kommandeure
- 1922 bis 9. November 1923: Wilhelm Brückner (als Kommandeur des „SA-Regiments München“)
- (9. November 1923 bis Frühjahr 1925: SA-Verbot)
- 1925 bis 1926: ?
- 15. April 1926 bis Herbst 1926: Joseph Berchtold
- Herbst 1926 bis Januar 1928: Georg Seidenschwang
- Januar 1928 bis 1929: Hans Zöberlein
- 1929 bis 1932: Wilhelm Helfer[25]
- 1. Juli 1932 bis 22. Mai 1933: Wilhelm Helfer (als Führer der SA-Untergruppe München-Oberbayern, zugleich vom 15. März bis 23. Mai 1933 mit der Führung der „SA-Gruppe Hochland (München)“ beauftragt)
- 23. Mai 1933 bis 14. September 1933: Wilhelm Helfer (als Führer der „SA-Gruppe Hochland (München)“),[26]
- 15. September 1933 bis 30. Juni 1934: Wilhelm Schmid (als Führer der „SA-Gruppe Hochland (München)“; vom 15. September 1933 bis 18. November 1933 „mit der Führung beauftragt“, seither als Führer fest eingesetzt)
- 10. Juli 1934 bis 30. April 1941: Wilhelm Helfer (als Führer der „SA-Gruppe Hochland (München)“; zunächst vom 10. Juli 1934 bis 15. September 1935 „mit der Führung beauftragt“, dann fest eingesetzter Führer)[27]
- 1936 bis 1938 Paul Giesler Stabsführer[28] „SA-Gruppe Hochland (München)“
- 1941–1945 (?): Max Köglmaier